# Лысогорск
Лысогорск — упразднённый посёлок в Абанском районе Красноярского края России. На момент упразднения входил в состав Вознесенского сельсовета. Упразднён в 2001 году.

## География
Располагался в восточной части Красноярского края, в истоке реки Мамова (приток реки Панакачет), на расстоянии приблизительно 9 километров (по прямой) к юго-востоку от села Вознесенка.

## История
Возник в 1952 году как производственный участок Долгомостовского Химлесхоза.